# Nizozemsko na Zimních olympijských hrách 1952
Nizozemsko na Zimních olympijských hrách 1952 reprezentovalo 11 sportovců (9 mužů a 2 ženy) v 3 sportech.

## Medailisté
| Medaile | Jméno             | Sport          | Disciplína    |
| ------- | ----------------- | -------------- | ------------- |
| Stříbro | Kees Broekman     | Rychlobruslení | Muži 5 000 m  |
| Stříbro | Kees Broekman     | Rychlobruslení | Muži 10 000 m |
| Stříbro | Wim van der Voort | Rychlobruslení | Muži 1 500 m  |